# Vester Starup Sogn
Vester Starup Sogn ist eine Kirchspielsgemeinde (dän.: Sogn) im südlichen Dänemark. Bis 1970 gehörte sie zur Harde Skast Herred im damaligen Ribe Amt, danach zur Varde Kommune im erweiterten Ribe Amt, die im Zuge der  Kommunalreform zum 1. Januar 2007 in der „neuen“  Varde Kommune in der Region Syddanmark aufgegangen ist.
Im Kirchspiel leben 1083 Einwohner (Stand:1. Januar 2025). Im Kirchspiel liegt die Kirche „Vester Starup Kirke“.
Nachbargemeinden sind im Süden Agerbæk Sogn, im Südwesten Fåborg Sogn, im Westen Øse Sogn und im Nordwesten Ansager Sogn, ferner Stenderup Sogn und Hejnsvig Sogn in der nordöstlich benachbarten Billund Kommune sowie in der südöstlich benachbarten Vejen Kommune Lindknud Sogn.